# Tarlac
Tarlac es una ciudad filipina y la capital de la provincia homónima. Según el censo de 2000, tiene 221 857 habitantes en 43 649 casas.

## Barangayes
Tarlac se divide administrativamente en 76 barangayes:
| - Aguso - Alvindia Segundo - Amucao - Armenia - Asturias - Atioc - Balanti - Balete - Balibago I - Balibago II - Balingcanaway - Banaba - Bantog - Baras-baras - Batang-batang - Binauganan - Bora - Buenavista - Buhilit - Burot - Calingcuan - Camiling - Capehan - Carañgían - Care - Central - Culipat | - Cut-cut I - Cut-cut II - Dalayap - De la Paz - Dolores - Laoang - Ligtasan - Lourdes - Mabini - Maligaya - Maliwalo - Mapalacsiao - Mapalad - Matatalaib - Paraíso - Población - Salapungan - San Carlos - San Francisco - San Isidro - San Jose - San Jose de Urquico - San Juan Bautista - San Juan de Mata - San Luis | - San Manuel - San Miguel - San Nicolás - San Pablo - San Pascual - San Rafael - San Roque - San Sebastián - San Vicente - Santa Cruz - Santa María - Santo Cristo - Santo Domingo - Santo Niño - Sapang Maragul - Sapang Tagalog - Sepung Calzada - Sinait - Suizo - Tariji - Tibag - Tibagan - Trinidad - Ungot - Villa Bacolor |